# WPS Office
WPS Office (acronyme de Writer, Presentation and Spreadsheets, anciennement Kingsoft Office) est une suite bureautique développée par la société chinoise Kingsoft Office Software et disponible sur Microsoft Windows, macOS, Linux, iOS, Android, Fire OS et HarmonyOS. Il est préinstallé sur les tablettes Amazon Fire. La suite est composée de trois modules : WPS Writer, WPS Presentation et WPS Spreadsheets. En 2022, WPS Office comptait plus de 494 millions d’utilisateurs mensuels actifs et totalisait plus de 1,2 milliard d’installations.
La version de base est gratuite, mais un abonnement est nécessaire pour accéder à l’ensemble des fonctionnalités. Les versions WPS Pro et WPS AI sont disponibles par souscription. WPS Office 2016 a été publié en 2016. Depuis 2019, la version pour Linux est maintenue par une communauté de bénévoles plutôt que par Kingsoft lui-même.
WPS Office a une longue histoire de développement en Chine, où il a été commercialisé sous le nom de « WPS » puis « WPS Office ». À une époque, Kingsoft a utilisé le nom « KSOffice » pour le marché international, avant de revenir à « WPS Office ». Depuis la version 2005, l’interface utilisateur de la suite est proche de celle de Microsoft Office et prend en charge par défaut les formats de documents Microsoft, en plus de ses formats propres.

## Histoire
WPS Office, initialement appelé Super-WPS文字处理系统, a été lancé en 1988 en tant que traitement de texte sous DOS par la société hongkongaise Kingsun Computer Co. Ltd.
Pour concurrencer Microsoft Office, Pak Kwan Kau, architecte logiciel principal de Kingsoft, a investi ses fonds personnels dans le développement de WPS 97 pour Microsoft Windows, publié en 1997. Cette version a été suivie par WPS 2000 en 1999. En 2001, Kingsoft a lancé WPS Office 2001, une suite incluant le traitement de texte, le tableur et le module de présentation. WPS Office 2002 a ensuite ajouté un client de messagerie, et WPS Office Storm (2004) a été la première version multiplateforme, conçue à partir d’OpenOffice.org en collaboration avec Intel et IBM. WPS Office 2005 proposait une taille réduite et une version simplifiée en chinois, tandis que Kingsoft Office 2007 fut la première version destinée aux marchés internationaux. Kingsoft Office 2009 a pris en charge les formats Office 2007, et la société a reçu un financement du gouvernement chinois en 2011.
Kingsoft Office 2012, comprenant une version pour Android, a été publié entre 2011 et 2012. Une version Linux a été annoncée en 2012, tandis que Kingsoft Office 2013, paru en juin 2013, offrait une meilleure compatibilité avec les formats Microsoft Office et une interface remaniée,.
En 2014, Kingsoft Office a été rebaptisé WPS Office. La version WPS Office 2014 a introduit un modèle d’abonnement, avec une version gratuite aux fonctionnalités limitées et des options payantes assurant une compatibilité totale avec les formats Microsoft Office,. WPS Office 2016 a ensuite adopté un modèle freemium.
En 2017, Kingsoft a suspendu le développement de la version Linux, avant de reprendre les mises à jour peu après et d’annoncer son intention d’ouvrir le code source,. En 2022, une version gratuite pour Linux était à nouveau téléchargeable depuis le site officiel. WPS Office 2019, sorti en mai 2019, a renforcé l’intégration entre ses différents modules et amélioré la prise en charge des fichiers PDF.
En 2021, WPS Office est devenu disponible sur HarmonyOS de Huawei, incluant de nouvelles fonctionnalités multi-appareils. En mars 2024, Huawei a annoncé que le développement des fonctionnalités natives de WPS Office sur HarmonyOS NEXT était achevé, en vue d’un lancement commercial à l’automne 2024.

## Éditions
WPS Office est disponible sur plusieurs systèmes d’exploitation, notamment Windows, macOS, Linux (distributions Fedora, CentOS, openSUSE, Ubuntu, Mint, Knoppix), ainsi que sur Android, iOS et HarmonyOS. WPS Office est également accessible dans une version web.

## Formats de fichier
D’après une analyse d’avril 2017 de WPS Office 2016 Free v10.2.0.5871 pour Windows, le logiciel peut ouvrir et enregistrer tous les formats de documents de Microsoft Office (doc, docx, xls, xlsx, etc.), ainsi que les formats HTML, RTF, XML et PDF.

## Vulnérabilités
Depuis au moins 2018, le groupe malveillant « Blackwood » aurait utilisé des méthodes sophistiquées pour compromettre le mécanisme de mises à jour de WPS Office par une attaque de type « Adversary-in-the-Middle » (AitM), permettant d’injecter un malware identifié sous le nom de « NSPX30 ». Une fois installé, ce programme malveillant peut affecter d’autres logiciels, y compris des solutions antivirus comme 360 Safeguard et des logiciels de messagerie tels que Skype, Telegram ou Tencent QQ. Cette campagne a été repérée pour la première fois en 2023 par l’entreprise de cybersécurité ESET,.